# Яки, Стэнли
Стэнли Яки (англ. Stanley L. Jaki, настоящее имя Санисло Ласло Яки, венг. Jáki Szaniszló László; 17 августа 1924, Дьёр — 7 апреля 2009, Мадрид) — известный американский священник-бенедиктинец, учёный-физик, философ, историк науки. Ученик лауреата Нобелевской премии за открытие космических лучей Виктора Гесса. Стэнли Яки был первым, кто смог доказать важность теоремы Гёделя о неполноте для Теории всего в теоретической физике. При применении теоремы Гёделя к физическим теориям используется название «теорема Гёделя-Яки». Яки внес ведущий вклад в философию и историю науки, автор более чем десятка книг о связях между современной наукой и христианством.

## Биография
Стэнли Яки родился в Венгрии, в городе Дьёр. После окончания подготовительной школы Джедлика и Юниор-колледжа в 1942 году поступил в орден бенедиктинцев. В 1947 году прибыл в Рим, для завершения докторской работы по теологии в Папском университете св. Ансельма в Риме. Рукоположён в сан священнослужителя в 1948 году.
Получил докторскую степень по теологии в Папском университете св. Ансельма (1950) и докторскую степень по физике в Фордхемском университете (1957) под руководством нобелевского лауреата Виктора Гесса.
Читал курс Гиффордовских лекций в Эдинбургском университете с 1974 по 1976 год, курс лекций Фримантла в Бейллиол-колледже, Оксфорд, в 1977 году. В разные годы преподавал в таких высших учебных заведениях США и Европы, как Гарвард, Йель, Оксфорд, Папский Григорианский университет в Риме, Сорбонна. С 1975 года был почётным профессором физики Ситон-холлского университета, Нью-Джерси. Являлся почётным доктором университета Центрального Мичигана (1974), университета Стьюбенвилля (1986), колледжа св. Ансельма (1988), университета Маркетта (1989), колледжа св. Винсента (1989), Фордхемского университета (1991), университета Ситон-холла (1991). В 1990 году удостоен звания почётного члена Папской академии наук.
В 2009 г. на обратном пути в США из Рима, где прочитал курс лекций по своей последней книге, отец Яки прибыл с визитом к своим друзьям в Испанию. Умер 7 апреля 2009 года в Мадриде, от сердечного приступа.

## Научная деятельность
Проводил исследования в области философии науки в Стэнфордском университете, университете Беркли, Принстонском университете и Институте перспективных исследований (Принстон).
Стэнли Яки был первым, кто смог доказать важность теоремы Гёделя о неполноте для Теории всего в теоретической физике. При применении теоремы Гёделя к физическим теориям иногда используется название «теорема Гёделя-Яки».
Отец Яки является автором более чем десятка книг о связях между современной наукой и христианством.

## Награды
- 1987: Темплтоновская премия